# アンフー県

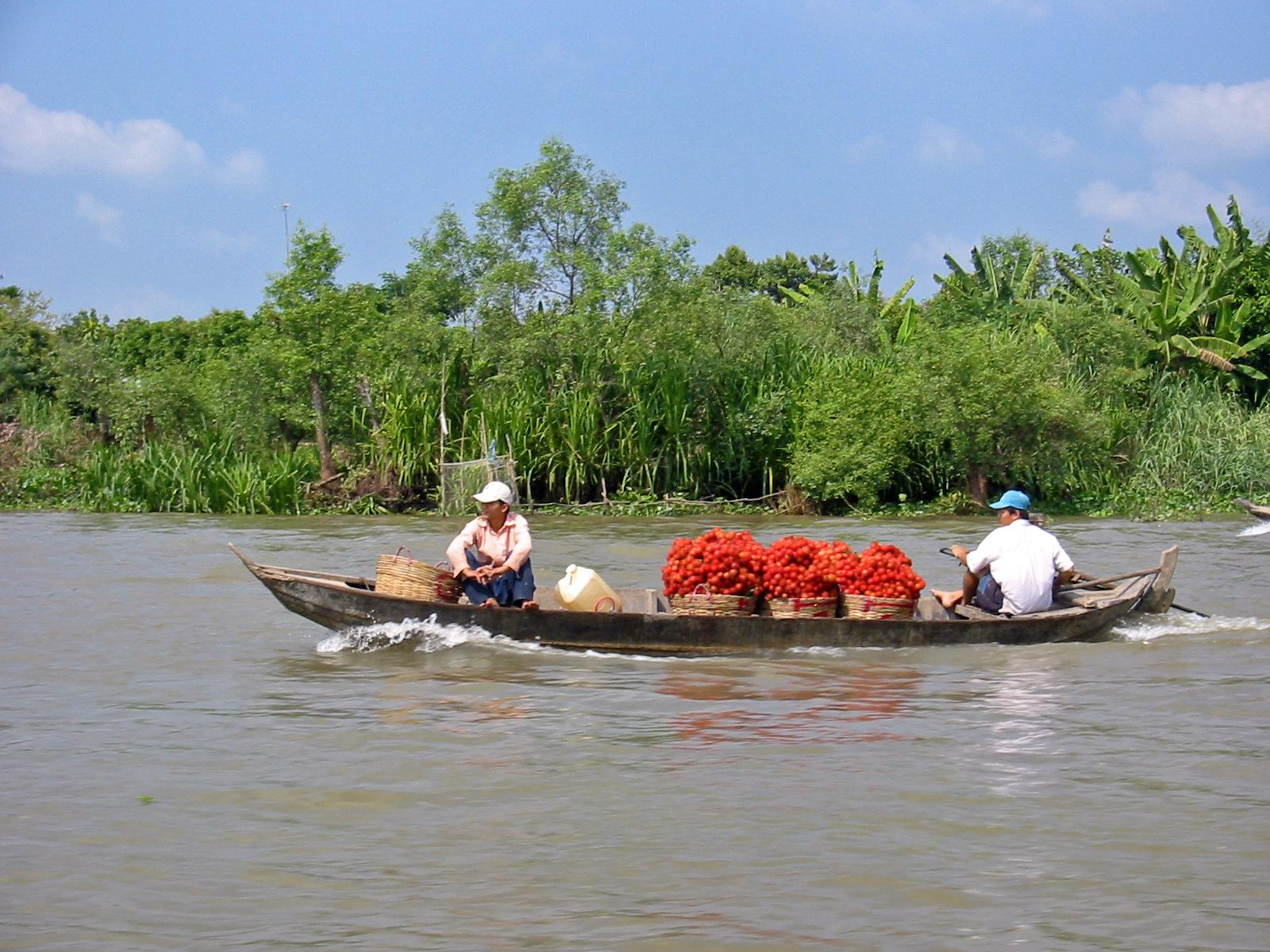

アンフー県（アンフーけん、ベトナム語：Huyện An Phú / 縣安富?）は、ベトナム社会主義共和国アンザン省の県。面積は226.42 km²、人口は191,328人（2018年）である。

## 行政区画
2市鎮12社から構成される。